# متفطرة كنساس
المتفطرة الكنزاسية أو متفطرة كنساس هي بكتيريا من فصيلة المتفطرات، وهي كائنات تتسبب بأمراض خطيرة في الثدييات مثل السل والجذام، لكن هذا النوع بالتحديد لا يعد خطرا على البشر.